# 多穆約火山
多穆約火山（Volcán Domuyo）是阿根廷內烏肯省的層狀火山，高度4,709米，是巴塔哥尼亞的最高山峰，有「巴塔哥尼亞屋脊」之稱。多穆約火山有闊15公里的火山口，火山口內外分別有14個或以上和5個英安岩火山穹丘，山坡上佈滿火山噴氣孔、溫泉和間歇泉。